# استان براگواس
استان براگواس (به اسپانیایی: Provincia de Veraguas) یکی از ده استان پاناما است که در جنوب این کشور واقع شده‌است. استان براگواس ۱۰٬۵۸۷٫۵ کیلومتر مربع مساحت و ۲۲۶٬۹۹۱ نفر جمعیت دارد.